# Enchenopa ignidorsum
Enchenopa ignidorsum är en insektsart som beskrevs av Walker. Enchenopa ignidorsum ingår i släktet Enchenopa och familjen hornstritar. Inga underarter finns listade i Catalogue of Life.